# Celonites jousseaumei
Celonites jousseaumei (лат.) — вид цветочных ос рода Celonites семейства Vespidae (Masarinae). Северная Африка (Алжир, Джибути, Судан) и Западная Азия (Израиль, Йемен, Оман, Саудовская Аравия, ОАЭ, Катар). В пустынях эмирата Дубая (Dubai Desert Conservation Reserve, ОАЭ) отмечены на цветках бурачникового растения Heliotropium kotschyi (Heliotropium, Boraginaceae) и около Moltkiopsis ciliata.